# Atna Station
Atna Station (Atna stasjon) er en jernbanestation på Rørosbanen, der ligger ved byområdet Atna i Stor-Elvdal kommune i Norge. Stationen består af nogle få spor, to perroner, en stationsbygning med ventesal og et pakhus, der ligesom stationsbygningen er i rødmalet træ. Der er bus til Sollia og Folldal.
Stationen åbnede 17. oktober 1877 sammen med den sidste del af banen mellem Koppang og Røros. Den blev gjort fjernstyret og ubemandet 26 november 1991.
Den første stationsbygning blev opført til åbningen i 1877 efter tegninger af Peter Andreas Blix. Den brændte 30. juli 1934 og blev erstattet af en ny året efter tegnet af Gudmund Hoel og Bjarne Friis Baastad ved NSB Arkitektkontor.